# 黒原敏行
黒原 敏行（くろはら としゆき、1957年5月31日- ）は、日本の英米文学の翻訳家。
和歌山県生まれ。慶應義塾大学文学部仏文科卒、東京大学法学部に学士入学、卒業するが司法試験には受からず、予備校で教える。32歳から本格的に翻訳を始め、当初ミステリーなどを訳すが、次第に純文学や古典も手がけるようになる。

## 翻訳
- 『岩場の死』（マイクル・アレグレット、早川書房、ハヤカワポケットミステリ） 1989。「私立探偵ジェイコブ・ロマックス」
- 『欲望の石』（マイクル・アレグレット、早川書房） 1990。「私立探偵ジェイコブ・ロマックス」
- 『ターゲットは大統領機』（D・E・フィッシャー/R・アルバタッジー、早川書房） 1990、のち文庫
- 『いまだ生者のなかで』（ザカリー・クライン、早川書房） 1991
- 『漆黒の怒り』（ガー・アンソニー・ヘイウッド、早川書房、ハヤカワポケットミステリー） 1991
- 『大陸漂流』（ラッセル・バンクス、早川書房） 1991
- 『密輸人』（トマス・パーマー、ハヤカワ文庫） 1992
- 『終わりという名の街』（ザカリー・クライン、早川書房） 1993
- 『幻の標的』（デイヴィッド・E・フィッシャー、早川書房） 1994
- 『ビッグ・タウン』（ダグ・J・スワンソン、早川書房、ハヤカワポケットミステリー） 1996、のち文庫
- 『プライマリー・カラーズ 小説アメリカ大統領選』（アノニマス、早川書房） 1996、のち文庫
- 『殺意なき謀殺』（ジョゼフ・T・クレンプナー、ハヤカワ・ミステリ文庫） 1997
- 『死のドリーム・ボート』（ダグ・J・スワンソン、早川書房、ハヤカワポケットミステリー） 1997
- 『ドッグ・イート・ドッグ』（エドワード・バンカー、ハヤカワ文庫） 1997
- 『ソフィー』（ガイ・バート、読売新聞社） 1998、のち創元推理文庫
- 『ローズマリーの息子』（アイラ・レヴィン、早川書房） 1998、のち文庫
- 『セックスとビデオと戦場』（ジェームズ・W・ブリン、角川文庫） 1999
- 『Mr.クイン』（シェイマス・スミス、ハヤカワ・ミステリアス文庫） 2000
- 『儚い光』（アン・マイクルズ、早川書房） 2000
- 『アフターバーン』（コリン・ハリスン、新潮文庫） 2001
- 『人生について数字が教えてくれること』（ジョージ・シャフナー、角川書店） 2001
- 『パール・ハーバー』（ランダル・ウォレス、角川文庫） 2001
- 『コレクションズ』（ジョナサン・フランゼン、新潮社） 2002、のちハヤカワ文庫
- 『おい、ブッシュ、世界を返せ!』（マイケル・ムーア、アーティストハウスパブリッシャーズ） 2003
- 『オーシャン・パークの帝王』（スティーヴン・L・カーター、アーティストハウスパブリッシャーズ） 2003
- 『ヴードゥー・キャデラック』（フレッド・ウィラード、文春文庫） 2003
- 『華氏911の真実』（マイケル・ムーア、戸根由紀恵・落石八月月共訳、ポプラ社） 2004
- 『マイケル・ムーアへ 戦場から届いた107通の手紙』（戸根由紀恵・遠藤靖子共訳、ポプラ社） 2004
- 『影の王国』（アラン・ファースト、講談社文庫） 2005
- 『驚異の百科事典男 世界一頭のいい人間になる!』（A・J・ジェイコブズ、文春文庫） 2005
- 『黒い天使』（コーネル・ウールリッチ、ハヤカワ・ミステリ文庫） 2005
- 『合衆国爆砕テロ』（アンドリュー・ブリトン、SB文庫） 2006
- 『聖教会最古の秘宝』（ポール・サスマン、角川文庫） 2006
- 『天使の渇き』（ミッシェル・フェイバー、アーティストハウスパブリッシャーズ） 2006
- 『合衆国殲滅計画』（アンドリュー・ブリトン、SB文庫） 2007
- 『遭難船のダイヤを追え!』（クライブ・カッスラー/ジャック・ダブラル、SB文庫） 2007
- 『合衆国包囲網』（アンドリュー・ブリトン、SB文庫） 2008
- 『日本海の海賊を撃滅せよ!』（クライブ・カッスラー/ジャック・ダブラル、SB文庫） 2008
- 『闇の奥』（ジョゼフ・コンラッド、光文社古典新訳文庫） 2009
- 『ユダヤ警官同盟』（マイケル・シェイボン、新潮文庫） 2009
- 『シャーロック・ホームズ 最後の解決』（マイケル・シェイボン、新潮文庫） 2010
- 『ウィンターズ・ボーン』（ダニエル・ウッドレル、AC BOOKS） 2011
- 『サトリ』（ドン・ウィンズロウ、早川書房） 2011、のち文庫 - トレヴェニアン『シブミ』の続編
- 『探偵術マニュアル』（ジェデダイア・ベリー、創元推理文庫） 2011
- 『エコー・メイカー』（リチャード・パワーズ、新潮社） 2012
- 『冬の眠り』（アン・マイクルズ、早川書房） 2012
- 『すばらしい新世界』（オルダス・ハクスリー、光文社古典新訳文庫） 2013
- 『怒りの葡萄 新訳版』（ジョン・スタインベック、ハヤカワepi文庫） 2014
- 『世界が終わってしまったあとの世界で』（ニック・ハーカウェイ、ハヤカワ文庫） 2014
- 『まるで天使のような』（マーガレット・ミラー、創元推理文庫） 2015
- 『エンジェルメイカー』（ニック・ハーカウェイ、ハヤカワポケットミステリー） 2015
- 『幻の女』（ウィリアム・アイリッシュ、ハヤカワ・ミステリ文庫） 2015
- 『アメリカン・ブラッド』（ベン・サンダース、ハヤカワポケットミステリー） 2016
- 『蠅の王 新訳版』（ウィリアム・ゴールディング、ハヤカワepi文庫） 2017
- 『アメリカン・ウォー』（オマル・エル＝アッカド、新潮文庫） 2017
- 『八月の光』（ウィリアム・フォークナー、光文社古典新訳文庫） 2018
- 『犯罪者』（ジム・トンプスン、文遊社） 2018
- 『ブラック・ハンド　アメリカ史上最凶の犯罪結社』（スティーヴン・トールティ、早川書房） 2018
- 『エンジェルメイカー』（ニック・ハーカウェイ、ハヤカワ文庫） 2018
- 『Xと云う患者　龍之介幻想』（デイヴィッド・ピース、文藝春秋） 2019
- 『チェリー』（ニコ・ウォーカー、文藝春秋） 2020
- 『ナイルに死す』（アガサ・クリスティー、ハヤカワ・クリスティー文庫） 2020
- 『TOKYO REDUX 下山迷宮』（デイヴィッド・ピース、早川書房） 2021
- 『シャギー・ベイン』（ダグラス・スチュアート、早川書房） 2022
- 『反撥』（ジム・トンプスン、文遊社） 2022

### フレデリック・フォーサイス
- 『コブラ』（フレデリック・フォーサイス、角川書店） 2012、のち文庫
- 『キル・リスト』（フォーサイス、KADOKAWA） 2014、のち文庫
- 『アウトサイダー　陰謀の中の人生』（フォーサイス、KADOKAWA） 2018、のち文庫。自伝
- 『ザ・フォックス』（フォーサイス、KADOKAWA） 2020、のち文庫

### 「私立探偵ジョン・タナー」シリーズ
- 『匿名原稿』（スティーヴン・グリーンリーフ、早川書房、ハヤカワポケットミステリー） 1992、のち文庫
- 『血の痕跡』（グリーンリーフ、早川書房、ハヤカワポケットミステリー） 1994、のち文庫
- 『熱い十字架』（グリーンリーフ、早川書房、ハヤカワポケットミステリー） 1995
- 『偽りの契り』（グリーンリーフ、早川書房、ハヤカワポケットミステリー） 1996
- 『欲望の爪痕』（グリーンリーフ、早川書房、ハヤカワポケットミステリー） 1998
- 『過去の傷口』（グリーンリーフ、早川書房、ハヤカワポケットミステリー） 1999
- 『憎悪の果実』（グリーンリーフ、早川書房、ハヤカワポケットミステリー） 2001
- 『最終章』（グリーンリーフ、早川書房、ハヤカワポケットミステリー） 2002

### ジャック・ヒギンズ
- 『嵐の眼』（ジャック・ヒギンズ、早川書房） 1994、のち文庫
- 『サンダー・ポイントの雷鳴』（ヒギンズ、早川書房） 1995、のち文庫
- 『密約の地』（ヒギンズ、早川書房） 1996、のち文庫
- 『シバ 謀略の神殿』（ヒギンズ、早川書房） 1997、のち文庫
- 『闇の天使』（ヒギンズ、早川書房） 1997、のち文庫
- 『悪魔と手を組め』（ヒギンズ、早川書房） 1998、のち文庫
- 『双生の荒鷲』（ヒギンズ、角川文庫） 1999
- 『大統領の娘』（ヒギンズ、角川文庫）、2000
- 『ホワイトハウス・コネクション』（ヒギンズ、角川文庫） 2003
- 『審判の日』（ヒギンズ、角川文庫） 2004
- 『復讐の血族』（ヒギンズ、角川文庫） 2005
- 『報復の鉄路』（ヒギンズ、角川文庫） 2007

### コーマック・マッカーシー
- 『すべての美しい馬』（コーマック・マッカーシー、早川書房） 1994、のち文庫
- 『越境』（マッカーシー、早川書房） 1995、のち文庫
- 『平原の町』（マッカーシー、早川書房） 2000、のち文庫
- 『血と暴力の国』（マッカーシー、扶桑社ミステリー文庫） 2007
  - 『ノー・カントリー・フォー・オールド・メン』（マッカーシー、ハヤカワepi文庫） 2023。改題
- 『ザ・ロード』（マッカーシー、早川書房 2008）、のち文庫
- 『ブラッド・メリディアン　あるいは西部の夕陽の赤』（マッカーシー、早川書房） 2009、のち文庫
- 『チャイルド・オブ・ゴッド』（マッカーシー、早川書房） 2013
- 『悪の法則』（マッカーシー、早川書房） 2013
- 『通り過ぎゆく者』（マッカーシー、早川書房） 2024
- 『ステラ・マリス』（マッカーシー、早川書房） 2024

## 註
1. ↑  『文藝年鑑2008』より
2. ↑  日外アソシエーツ人物情報より
3. ↑  折々のむだ話（その4）――理想の翻訳法（翻訳ミステリー大賞シンジケート）、ほぼ日刊イトイ新聞